# Ајонкур
Ајонкур (фр. Ailloncourt) насеље је и општина у источној Француској у региону Франш-Конте, у департману Горња Саона која припада префектури Лир.
По подацима из 2011. године у општини је живело 318 становника, а густина насељености је износила 34,23 становника/km². Општина се простире на површини од 9,29 km². Налази се на средњој надморској висини од 227 метара (максималној 450 m, а минималној 264 m).

## Демографија
| 1962. | 1968. | 1975. | 1982. | 1990. | 1999. | 2011. |
| ----- | ----- | ----- | ----- | ----- | ----- | ----- |
| 215   | 198   | 151   | 223   | 225   | 224   | 318   |

График промене броја становника у току последњих година